# Kansas City jazz
Kansas City jazz – styl jazzowy, jedna z odmian swingu rozwijająca się na przełomie lat 20. i 30. XX wieku w Kansas City.
Styl ten w większym stopniu niż inne odmiany swingu eksponuje improwizację solową z podkładem riffu i swoistego rytmu.
Za głównych przedstawicieli jazzu chicagowskiego uznaje się m.in. następujących muzyków: Count Basie, Bennie Moten, Jay McShann, a także Alice Coltrane współpracującą w Kansas City z zespołem Andy Kirka.